# Тараканова, Валерия Дмитриевна
Вале́рия Дми́триевна Тарака́нова (род. 20 июня 1998 года) — российская хоккеистка, защищала ворота нижегородского «Торпедо» и женской сборной России.

## Карьера
Валерия Тараканова занимается хоккеем с восьми лет. С 2009 года играет в женской команде «СКИФ» из Нижнего Новгорода. Двукратный победитель Первенства России до 18 лет. 
На клубном уровне Тараканова стала серебряным призёром чемпионата России (2014/15) и обладателем Кубка Европейских чемпионов.
В 2015 году в составе юниорской сборной Валерия завоевала бронзовые медали юниорского чемпионата мира и была признана лучшим вратарём турнира.
В 2016 году была признана самым полезным игроком юниорского чемпионата мира. Валерия провела все шесть матчей команды на турнире, пропуская в среднем 2,91 шайбы за игру. А в игре со сборной Швеции провела игру на ноль.
Чемпионка Универсиады 2017 года.
Участница Олимпиады 2018 года.
Учится в ГБОУ ”Нижегородское областное училище олимпийского резерва” на тренера.
Мастер спорта России.
4 мая 2024 года нижегородское «Торпедо» объявило о том, что Валерия Тараканова покинет клуб и впервые уедет из Нижнего Новгорода.